# Žižki
Žižki (mađarski: Zsizsekszer) je naselje u slovenskoj Općini Črenšovci. Žižki se nalazi u pokrajini Prekmurju i statističkoj regiji Pomurju. 

## Stanovništvo
Prema popisu stanovništva iz 2002. godine naselje je imalo 584 stanovnika.